# آیهان ایشیک
آیهان ایشیک (ترکی استانبولی: Ayhan Işık; ۵ مهٔ ۱۹۲۹ – ۱۶ ژوئن ۱۹۷۹) هنرپیشه اهل ترکیه بود. او فعالیت حرفه‌ای خود را در سال ۱۹۷۹ آغاز کرد. او همچنین به عنوان یکی از پیشگامان سینمای ترکیه شناخته می‌شود و در فیلم‌های زیادی حضور داشته‌است.